# Haploniscus furcatus
Haploniscus furcatus är en kräftdjursart som beskrevs av Chardy 1974. Haploniscus furcatus ingår i släktet Haploniscus och familjen Haploniscidae. Inga underarter finns listade i Catalogue of Life.